# Jorge de la Rúa
Jorge Enrique de la Rúa (Córdoba, 1942 - Córdoba, 15 de agosto de 2015) fue un abogado, docente y político argentino. Fue ministro de Justicia de la Nación entre 2000 y 2001.

## Biografía
Con 21 años se graduó como abogado, con medalla de oro, en la Universidad Nacional de Córdoba en 1963, donde un año más tarde se inició en la carrera docente. Obtuvo el título de  Doctor en Derecho y Ciencias Sociales en la misma casa de altos estudios en 1965.
En 1974 fue presidente del club Belgrano de Córdoba.
En 1977, un año después de instalada la dictadura que gobernó el país hasta 1983, parte al exilio junto a su familia tras verse amenazado por su trabajo como abogado de presos políticos. El destino sería Caracas, donde se desempeñó como docente de la Universidad Central de Venezuela.
En 1981 retorna al país. Con la vuelta de la democracia en diciembre de 1983 y la llegada del radical Eduardo Angeloz a la gobernación de Córdoba, se desempeñó como Fiscal de Estado de la provincia hasta 1985. Desde 1986 es miembro de número de la Academia Nacional de Derecho y Ciencias Sociales de Córdoba.
Durante el segundo de los tres mandatos de Angeloz fue ministro de la Función Pública y de la Reforma Administrativa, entre 1987 y 1991, año este último en que decide abandonar la política activa.
En 1994 fue convencional constituyente para la reforma de la Constitución Nacional.
En diciembre de 1999 su hermano, Fernando de la Rúa, asume al frente del Gobierno nacional y, a pedido de este, retorna a la función pública como secretario general de la Presidencia. En octubre de 2000 luego de  la crisis provocada en el gobierno por las denuncias de sobornos en el Senado para aprobar la ley de reforma laboral, el presidente decide varios cambios en el Gabinete y lo nombra ministro de Justicia y Derechos Humanos en reemplazo de Ricardo Gil Lavedra.
El 20 de diciembre de 2001 deja su cargo al frente del Ministerio de Justicia luego del estallido social conocido como Argentinazo que se produjo en el país entre el 19 y el 20 de dicho mes y que derivó en la renuncia de su hermano, Fernando de la Rúa, a la presidencia y posterior salida del resto de los ministros y secretarios.
Ejerció la docencia como profesor titular de Derecho penal I, en la Universidad Nacional de Córdoba.
Falleció en el 15 de agosto de 2015 a la edad de 73 años.